# Uroplatus ebenaui
Espèce
Synonymes
- Uroplates boettgeri Fischer, 1884

Statut de conservation UICN

 VU B1ab(iii) : Vulnérable
Statut CITES
Uroplatus ebenaui est une espèce de geckos de la famille des Gekkonidae.

## Répartition
Cette espèce est endémique du Nord et Nord-Ouest de Madagascar. 

## Habitat
Cette espèce vit dans la forêt tropicale humide de Madagascar. La température est modérément chaude la journée (en général pas plus de 25 °C) et chute aux environs de 20 °C la nuit. L'hygrométrie est forte, dépassant généralement les 70 %, même s'il y a des variations selon le moment de la journée.

## Description

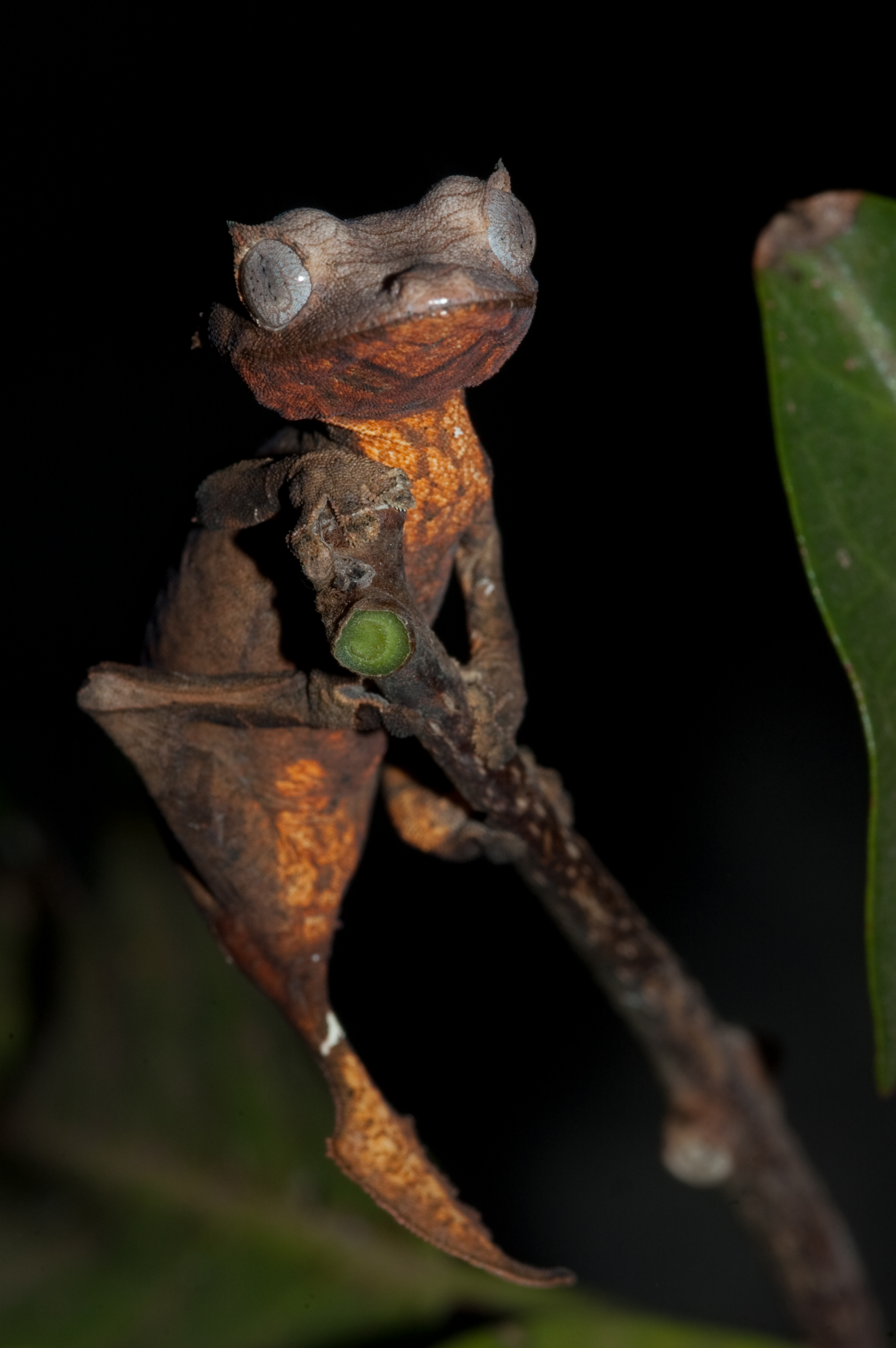
Uroplatus ebenaui

C'est un gecko nocturne, insectivore et arboricole.
Son aspect est très similaire à Uroplatus phantasticus, même si la queue est proportionnellement plus courte. On trouve ainsi des apparences de feuilles, avec des couleurs gris-beige, voire tirant sur le orange, des ocres, des sombres quasiment noirs. Une sorte de crête en pointe au-dessus des yeux donne un aspect très particulier au regard.
Cette espèce est peu répandue et peu décrite. Certains auteurs pensent même que cette espèce pourrait regrouper à l'heure actuelle plusieurs espèces différentes.
Les mâles présentent deux renflements à la base de la queue, logement des hémipénis.

## Alimentation
Ce sont des insectivores stricts, qui chassent divers insectes et autres arthropodes dans les arbres où en se laissant tomber dessus au sol, depuis les branches.

## Éthologie
Ces animaux sont nocturnes stricts. À moins d'être dérangés ils dorment sur les troncs ou branches des arbres, la tête généralement en bas.

Ils sont plutôt placides et comptent sur leur camouflage plutôt que sur la fuite pour se protéger des prédateurs. Ils sont toutefois capables de faire des bonds rapides.

## Reproduction
La reproduction a lieu au printemps de l'hémisphère sud.

## Étymologie
Cette espèce est nommée en l'honneur de Karl Ebenau.

## En captivité
Cette espèce se rencontre en terrariophilie, mais est considérée comme difficile. Elle est soumise à CITES et l'île de Madagascar n'exporte quasiment aucun spécimen.

## Publication originale
- Boettger, 1878 "1877" : Die Reptilien und Amphibien von Madagascar. I. Studien über Reptilien aus Madagascar. II. Aufzählung der bis jetzt von Madagascar bekannt gewordenen Reptilien und Amphibien. III. Bemerkungen über die verwandtschaftlichen und geographischen Beziehunge. Abhandlungen der Senckenbergischen Naturforschenden Gesellschaft in Frankfurt, vol. 11, p. 1-56 (texte intégral).